# Wereldkampioenschappen zwemmen 2023 – 4×200 meter vrije slag vrouwen
De 4×200 meter vrije slag vrouwen op de wereldkampioenschappen zwemmen 2023 in Fukuoka vond plaats op 27 juli 2023. Na afloop van de series kwalificeerden de acht snelste ploegen zich voor de finale.

## Records
Voorafgaand aan het toernooi waren dit het wereldrecord en het kampioenschapsrecord
| Wereldrecord         | Australië Madison Wilson (1.56,27) Kiah Melverton (1.55,40) Mollie O'Callaghan (1.54,80) Ariarne Titmus (1.52,82) | 7.39,29 | Birmingham | 31 juli 2022 |
| Kampioenschapsrecord | Verenigde Staten Claire Weinstein (1.56,71) Leah Smith (1.56,47) Katie Ledecky (1.53,67) Bella Sims (1.54,60)     | 7.41,45 | Boedapest  | 22 juni 2022 |

## Uitslagen

### Series
| Rang | Serie | Baan | Namen               | Land | Tijd    | Bijz. |
| ---- | ----- | ---- | ------------------- | --- | ------- | ----- |
| 1    | 1     | 4    | Verenigde Staten    | Leah Smith (1.57,78) Erin Gemmell (1.55,65) Alex Shackell (1.56,05) Anna Peplowski (1.56,88)                          | 7.46,36 | Q     |
| 2    | 2     | 4    | Australië           | Madison Wilson (1.57,06) Lani Pallister (1.56,83) Brianna Throssell (1.56,31) Kiah Melverton (1.57,64)                | 7.47,84 | Q     |
| 3    | 1     | 3    | Verenigd Koninkrijk | Freya Colbert (1.57,35) Abbie Wood (1.57,35) Medi Harris (1.58,74) Lucy Hope (1.57,32)                                | 7.51,13 | Q     |
| 4    | 1     | 5    | China               | Ai Yanhan (1.56,97) Yang Peiqi (1.59,07) Ge Chutong (1.58,21) Li Jiaping (1.57,30)                                    | 7.51,55 | Q     |
| 5    | 2     | 3    | Nederland           | Janna van Kooten (1.58,48) Imani de Jong (1.59,35) Silke Holkenborg (1.59,42) Marrit Steenbergen (1.56,27)            | 7.53,52 | Q     |
| 6    | 2     | 5    | Canada              | Ella Jansen (1.59,53) Emma O'Croinin (1.58,10) Brooklyn Douthwright (1.58,25) Katerine Savard (1.58,85)               | 7.54,73 | Q     |
| 7    | 2     | 6    | Hongarije           | Lilla Minna Ábrahám (1.59,12) Nikolett Pádár (1.57,83) Ajna Késely (1.58,78) Dóra Molnár (1.59,53)                    | 7.55,26 | Q     |
| 8    | 1     | 6    | Brazilië            | Stephanie Balduccini (1.59,83) Maria Fernanda Costa (1.58,13) Gabrielle Roncatto (1.59,12) Nathália Almeida (1.59,06) | 7.56,14 | Q     |
| 9    | 2     | 2    | Japan               | Rio Shirai (1.58,80) Nagisa Ikemoto (1.58,33) Chihiro Igarashi (1.59,94) Kinuko Mochizuki (2.00,15)                   | 7.57,22 |       |
| 10   | 1     | 1    | Israël              | Anastasia Gorbenko (1.58,18) Daria Golovaty (1.59,36) Ayla Spitz (2.00,80) Lea Polonsky (2.00,68)                     | 7.59,02 | NR    |
| 11   | 2     | 7    | Nieuw-Zeeland       | Erika Fairweather (1.57,02) Eve Thomas (1.59,80) Summer Osborne (2.02,81) Caitlin Deans (2.00,48)                     | 8.00,11 |       |
| 12   | 1     | 2    | Italië              | Sofia Morini (1.59,36) Costanza Cocconcelli (2.00,70) Sara Franceschi (1.59,30) Emma Menicucci (2.00,77)              | 8.00,13 |       |
| 13   | 1     | 7    | Duitsland           | Isabel Gose (1.58,71) Leonie Kullmann (2.00,84) Nele Schulze (2.01,13) Nina Holt (1.59,80)                            | 8.00,48 |       |
| 14   | 1     | 8    | Spanje              | Carla Carron (2.01,28) Ainhoa Campabadal (2.01,24) Alba Herrero (2.00,44) Paula Juste (2.00,66)                       | 8.03,62 |       |
| 15   | 2     | 8    | Zuid-Korea          | Kim Seo-yeong (1.59,87) Hur Yeon-kyung (1.59,38) Han Da-kyung (2.03,10) Park Su-jin (2.03,05)                         | 8.05,40 |       |
| 16   | 2     | 1    | Oostenrijk          | Lena Kreundl (2.01,69) Marlene Kahler (2.00,69) Cornelia Pammer (2.00,84) Lena Opatril (2.02,55)                      | 8.05,77 |       |
| 17   | 2     | 9    | België              | Valentine Dumont (1.58,92) Fleur Verdonck (2.01,20) Lotte Vanhauwaert (2.02,32) Lana Ravelingien (2.04,50)            | 8.06,94 |       |
| 18   | 2     | 0    | Turkije             | Deniz Ertan (2.03,03) Merve Tuncel (2.01,03) Ecem Dönmez (2.02,78) Ela Naz Özdemir (2.03,92)                          | 8.10,76 |       |
| 19   | 1     | 0    | Mexico              | DNS | DNS     | DNS   |

### Finale
| Rang   | Baan | Namen               | Land | Tijd    | Bijz. |
| ------ | ---- | ------------------- | --- | ------- | ----- |
| Goud   | 5    | Australië           | Mollie O'Callaghan (1.53,66) Shayna Jack (1.55,63) Brianna Throssell (1.55,80) Ariarne Titmus (1.52,41)               | 7.37,50 | WR    |
| Zilver | 4    | Verenigde Staten    | Erin Gemmell (1.55,97) Katie Ledecky (1.54,39) Bella Sims (1.54,64) Alex Shackell (1.56,38)                           | 7.41,38 |       |
| Brons  | 6    | China               | Li Bingjie (1.55,83) Li Jiaping (1.58,54) Ai Yanhan (1.55,57) Liu Yaxin (1.55,46)                                     | 7.44,40 |       |
| 4      | 3    | Verenigd Koninkrijk | Freya Colbert (1.56,16) Lucy Hope (1.57,32) Abbie Wood (1.56,85) Freya Anderson (1.56,30)                             | 7.46,63 |       |
| 5      | 7    | Canada              | Mary-Sophie Harvey (1.58,50) Summer McIntosh (1.53,97) Emma O'Croinin (1.59,24) Brooklyn Douthwright (1.58,27)        | 7.49,98 |       |
| 6      | 2    | Nederland           | Janna van Kooten (1.58,17) Imani de Jong (1.59,60) Silke Holkenborg (1.59,69) Marrit Steenbergen (1.55,47)            | 7.52,93 |       |
| 7      | 1    | Hongarije           | Nikolett Pádár (1.56,74) Lilla Minna Ábrahám (1.59,30) Dóra Molnár (1.59,16) Ajna Késely (1.59,45)                    | 7.54,65 |       |
| 8      | 8    | Brazilië            | Stephanie Balduccini (2.01,05) Maria Fernanda Costa (1.59,01) Gabrielle Roncatto (1.59,22) Nathália Almeida (1.59,82) | 7.59,10 |       |